# Bristol Scout
Bristol Scout byl jednomístný stíhací dvouplošník z období první světové války. První prototyp vznikl v roce 1913 jako čistě sportovní stroj a zkonstruoval ho konstruktér firmy Bristol Frank Barnwell. První let proběhl 23. února 1914.  
Po vypuknutí války byl Bristol Scout využíván v britské a australské armádě. Letouny byly poháněny motory firmy Le Rhône pro letadla na pozemních základnách, zatímco pro námořnictvo se na ně montovaly motory Gnome Lambda. Oba motory měly dosahovat výkonu 80 hp. Stroje Bristol Scout byly používány mezi lety 1914 až 1916. Vzniklo několik verzí: Scout A, Scout B, Type 1 Scout C, Types 2,3,4,5 D, S.S.A., G.B.1, S.2A. Řada Scoutů „D“ užívaných Royal Naval Air Service byla vyzbrojena šipkami Ranken nesených ve dvou zásobnících po 24 kusech, a některé byly vyzbrojeny kulometem Lewis neseným nad baldachýnem horního křídla.  

## Technické údaje
- Osádka: 1
- Rozpětí: 7,49 m
- Délka: 6,30 m
- Výška: 2,59 m
- Nosná plocha: 18,40 m²
- Hmotnost prázdného stroje: 358 kg
- Vzletová hmotnost: 542 kg

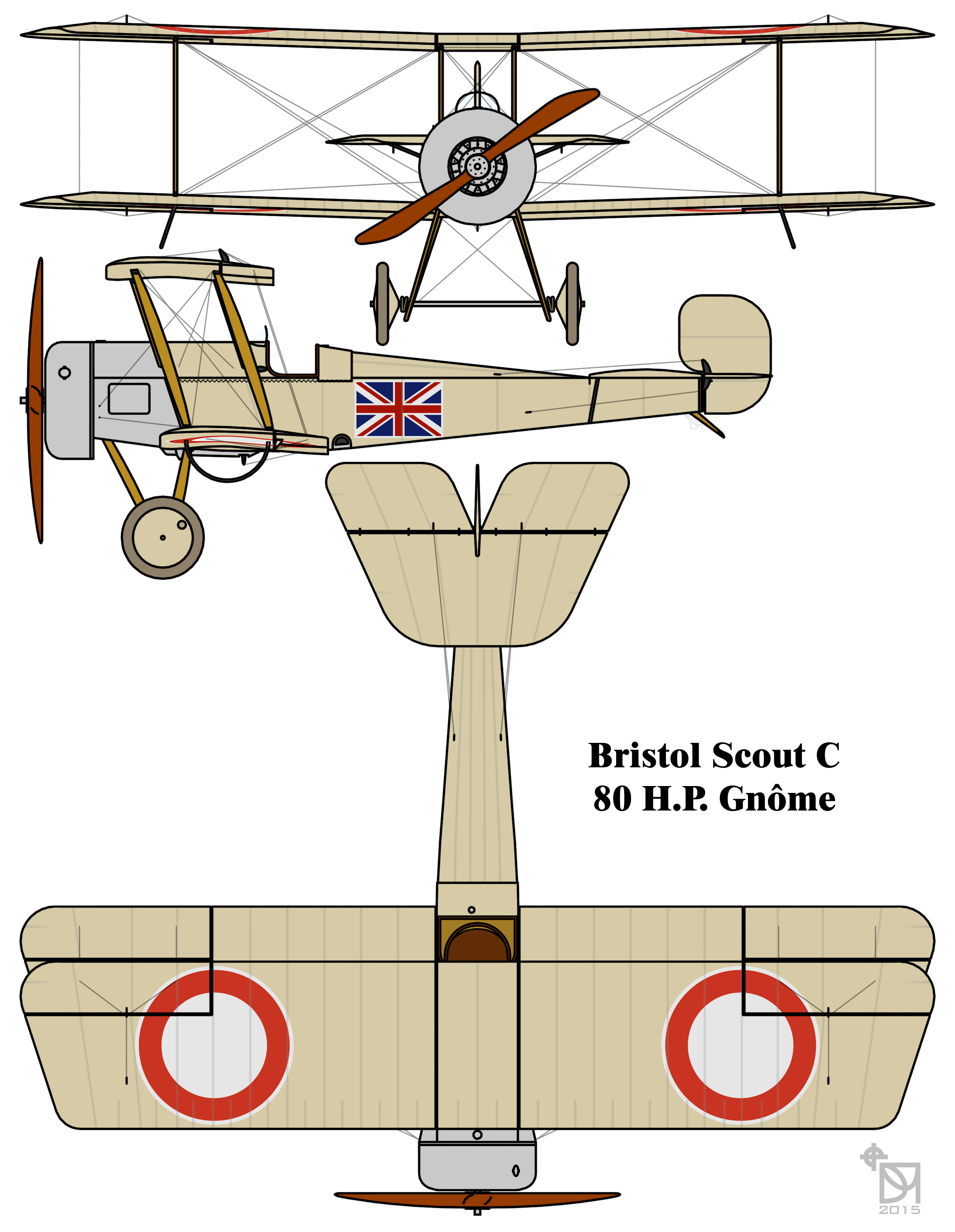
Bristol Scout C s výsostnými znaky Royal Naval Air Service.

- Výzbroj: jeden kulomet Lewis nebo Vickers